# Temperatura de autocombustión
Temperatura de autocombustión es la mínima temperatura a la cual debe elevarse una mezcla de vapores inflamables y aire, para que se encienda espontáneamente sin necesidad de una fuente de ignición externa. 
La temperatura de autocombustión varía según los distintos compuestos o elementos, con lo que los hay que arderían a la temperatura ambiente terrestre habitual hasta los que tienen una temperatura extremadamente alta. La temperatura de autocombustión coincide con el punto en que la energía libre de Gibbs se anula, a temperaturas inferiores a la energía de autocombustión es necesario superar una energía de activación para iniciar la combustión.
- Datos: Q6140959